# Saint-Maur-des-Fossés
Saint-Maur-des-Fossés er en stor fransk provinsby. Den er beliggende i departementet Val-de-Marne.

## Kendte personer med tilknytning til byen
- Manu Katché
- Vanessa Paradis
- Jean Rochefort
- Jacques Tati